# Habranthus
Die Habranthus, wie auch verwandte Gattungen Regenlilien genannt, sind eine Pflanzengattung aus der Familie der Amaryllisgewächse (Amaryllidaceae). Die etwa 82 Arten sind in der Neuen Welt verbreitet.

## Beschreibung

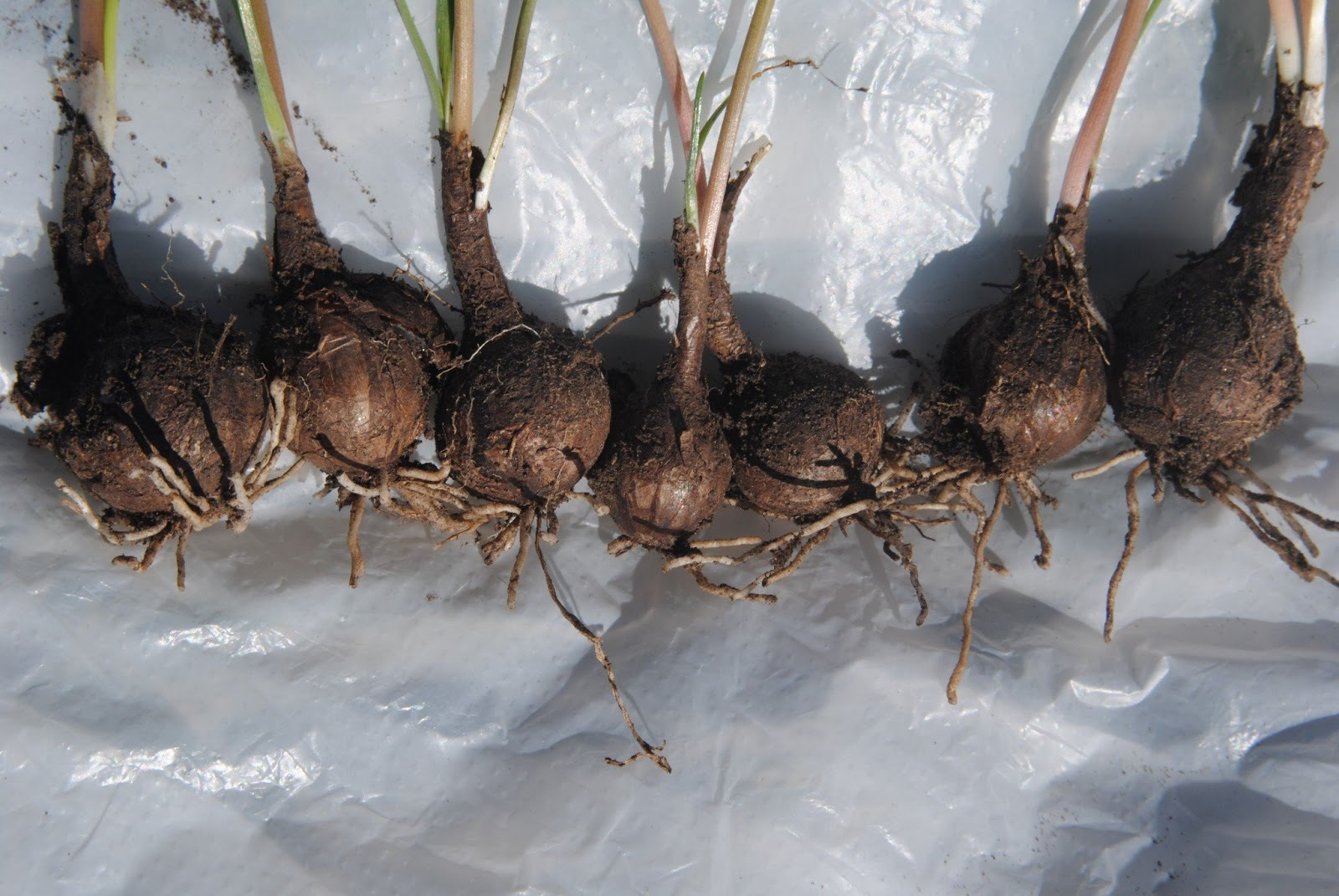
Zwiebeln von Habranthus tubispathus

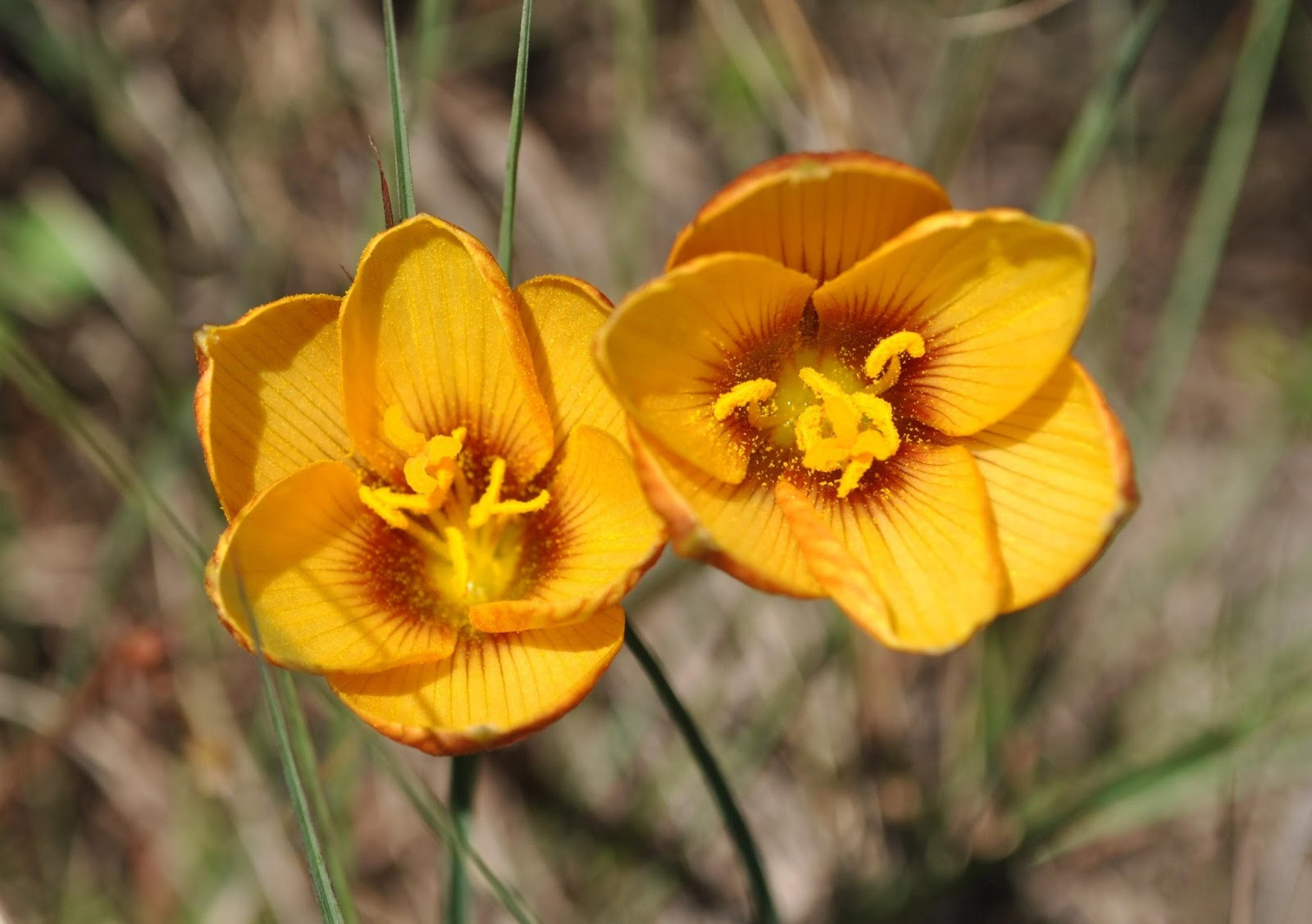
Blüten von Habranthus tubispathus

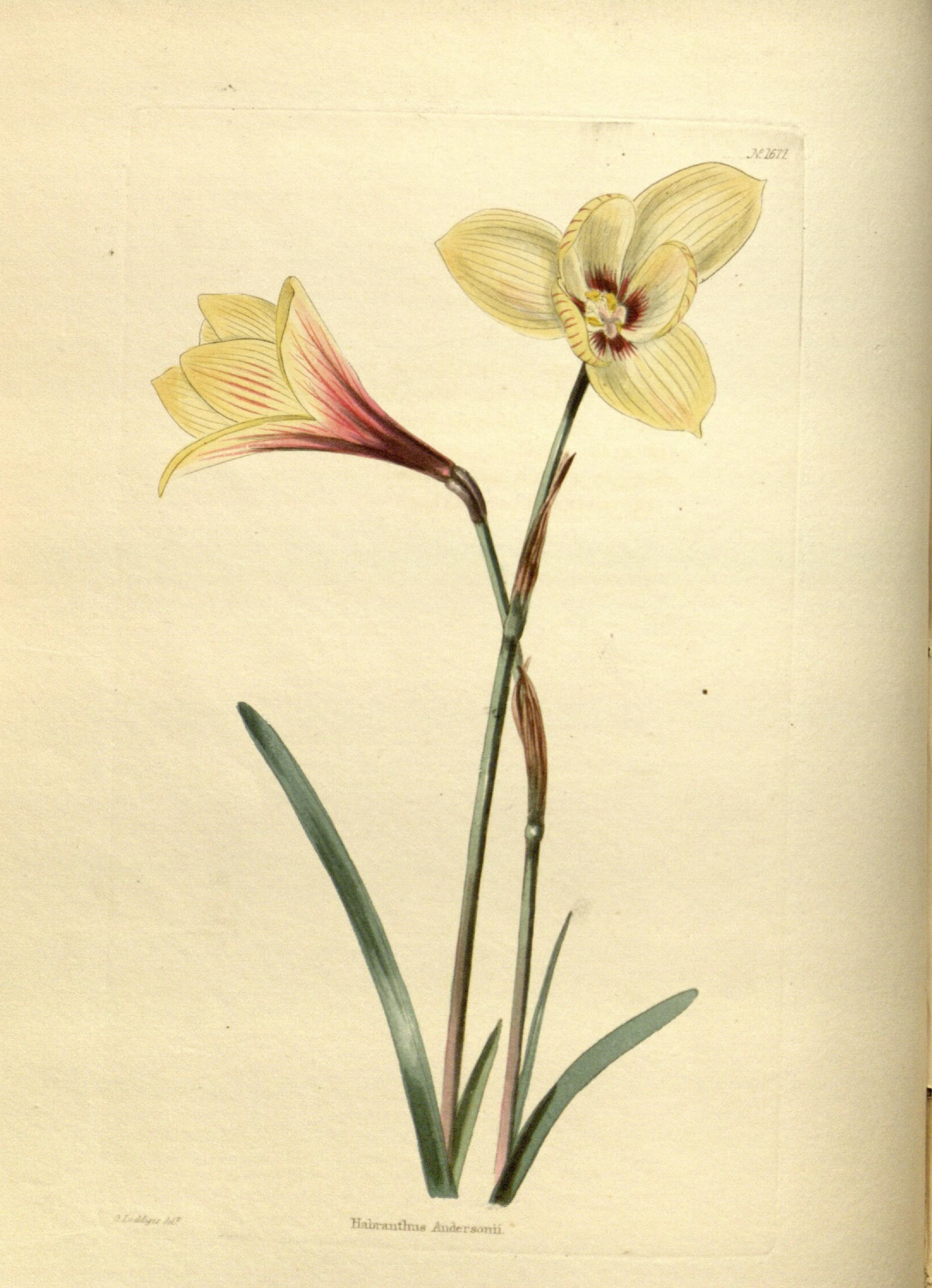
Illustration aus The botanical cabinet, Nr. 1677 von Habranthus tubispathus

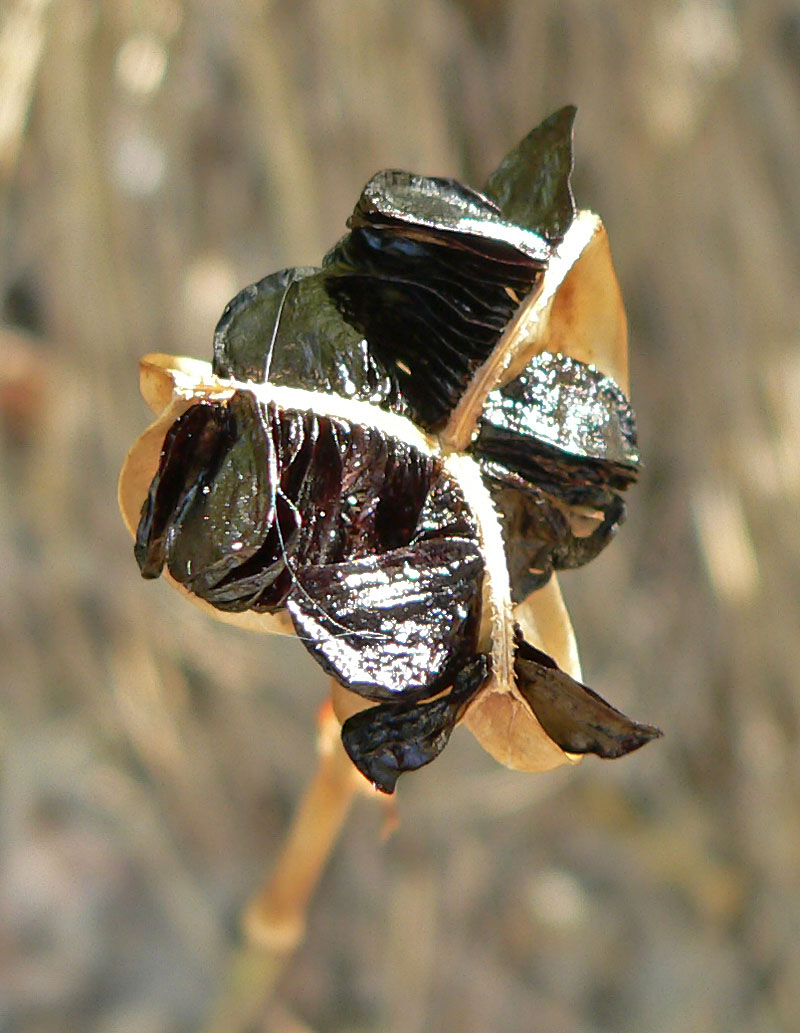
Offene Kapselfrucht mit glänzenden, schwarzen, flachen, D-förmigen Samen von Habranthus tubispathus

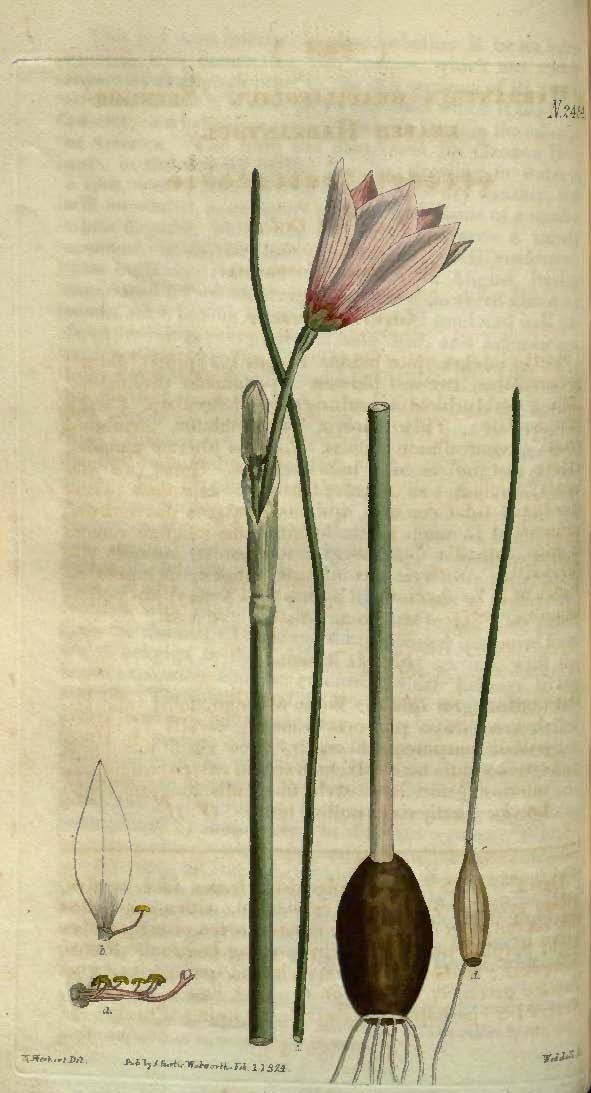
Illustration der Typusart Habranthus gracilifolius aus der Erstveröffentlichung in Curtis's Botanical Magazine, Volume 51, 1824, Tafel 2464

### Vegetative Merkmale
Habranthus-Arten sind laubabwerfende, ausdauernde krautige Pflanzen. Diese Geophyten bilden ei- bis kugelförmige Zwiebeln mit schwarzer bis brauner Umhüllung („Tunika“) als Überdauerungsorgane aus.
Die grundständigen, aufrechten oder herabgebogenen Laubblätter sind einfach, flach, linealisch, ungestielt, glatt und überschreiten selten die Breite von 2 Zentimetern. Die Blattbasen überlappen sich.

### Generative Merkmale
Meist nur eine oder selten bis zu vier Blüten stehen in einem doldigen Blütenstand mit einem einzigen, an seiner Basis röhrigem Hüllblatt zusammen an einem langen, hohlen Blütenstandsschaft. Manchmal sind auch Deckblätter vorhanden.
Die nickenden bis mehr oder weniger aufrechten, zwittrigen, etwas zygomorphen, dreizähligen Blüten sind trompetenförmig und weisen einen Durchmesser von 2 bis 8 Zentimetern auf. Die sechs fast gleichgestalteten, nur an ihrer Basis verwachsenen Blütenhüllblätter (Tepalen) sind meistens weiß. Es sind zwei Kreise mit je drei gebogenen, fertilen Staubblättern vorhanden; sie sind länger als die Blütenröhre. Die vier verschiedene Längen aufweisenden (Hauptunterscheidungsmerkmal zu den beiden verwandten Gattungen) Staubfäden sind kurz mit den Blütenhüllblättern und teilweise untereinander verwachsen. Drei Fruchtblätter sind zu einem unterständigen Fruchtknoten verwachsen, der viele Samenanlagen enthält. Der dünne Griffel endet in einer dreiästigen Narbe.
Es werden meist fast kugelige bis mehr oder weniger eiförmige, dreikammerige, dünnwandige Kapselfrüchte gebildet, die viele Samen enthalten. Die dunkel-braunen bis schwarzen, glänzenden Samen sind flach, D-förmig und quer geflügelt.
Die Chromosomenzahl beträgt 2n = 24.

## Systematik und Verbreitung

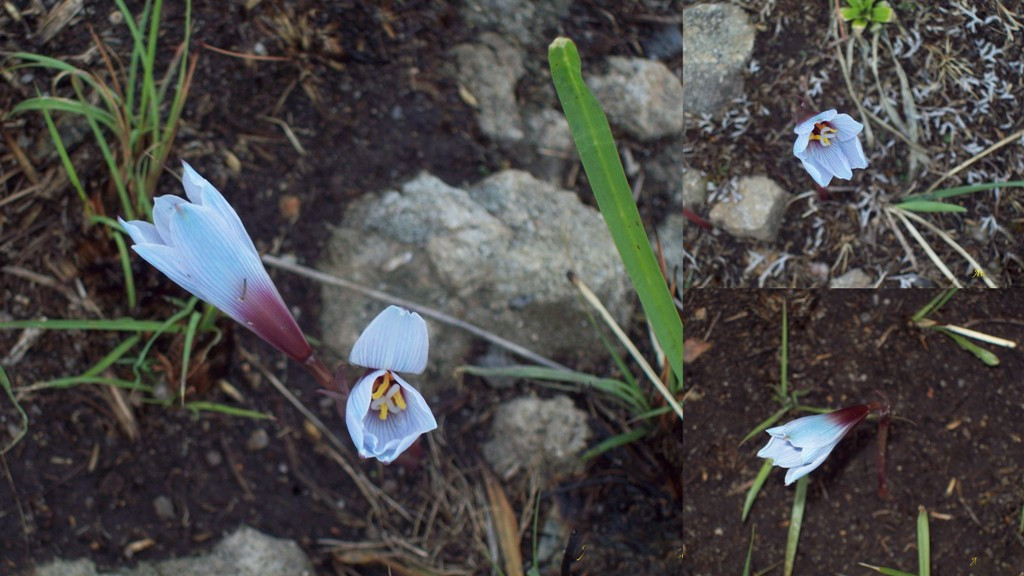
Habranthus caeruleus

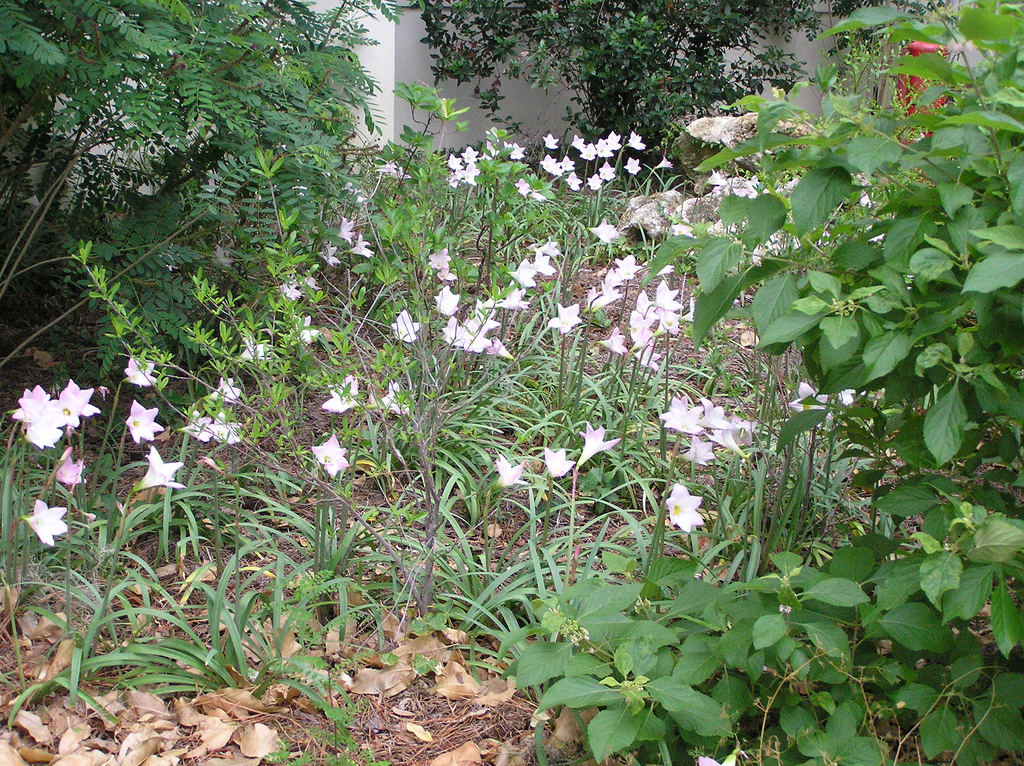
Habranthus robustus

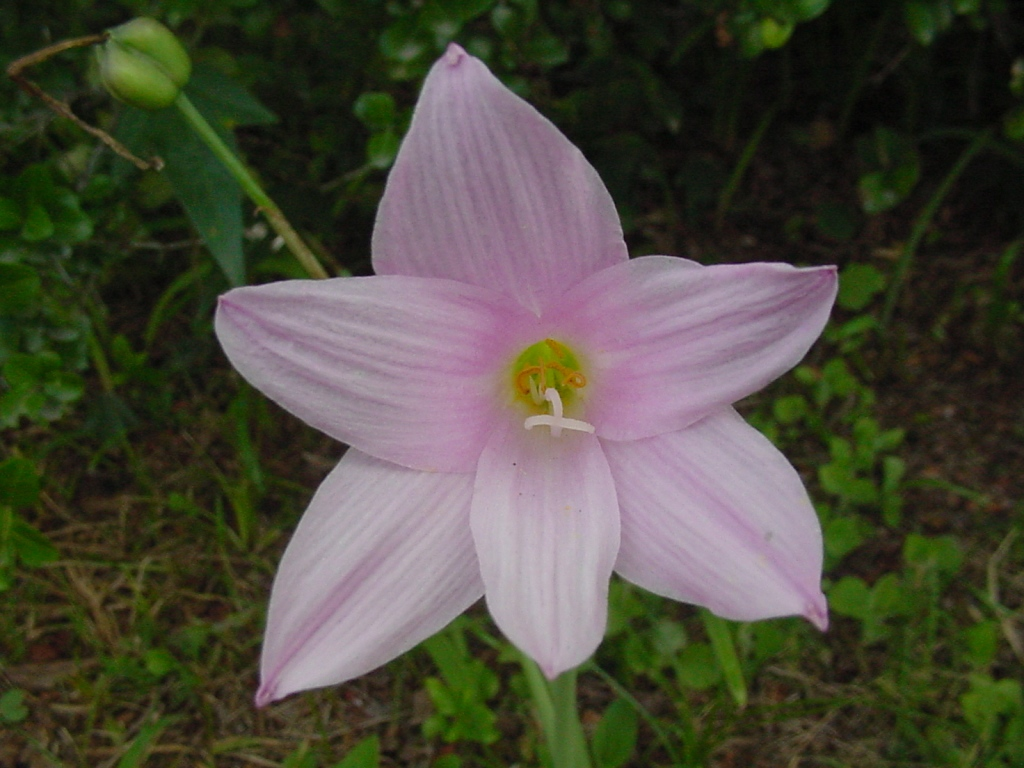
Blüte im Detail von Habranthus robustus, deutlich zu erkennen ist die dreiästige Narbe

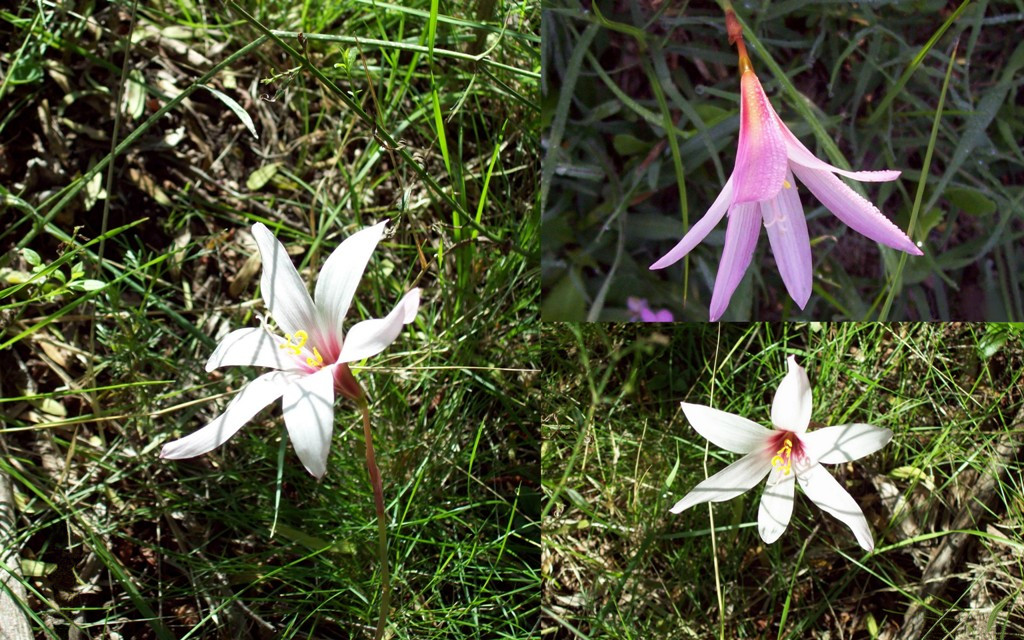
Habranthus versicolor

Die Gattung Habranthus wurde 1824 durch William Herbert in Botanical Magazine, Volume 51, Tafel 2464 aufgestellt. Typusart ist Habranthus gracilifolius Herb. Der Gattungsname Habranthus setzt sich zusammen aus den altgriechischen Wörtern ἀβρος habros für „weich“, „zart“, „angenehm“ oder „zierlich“ und ἄνθος ánthos für „Blüte“ oder „Blume“. Ein Synonym für Habranthus Herb. ist Zephyranthella (Pax) Pax.
Die Gattung Habranthus gehört zur Subtribus Zephyranthinea in der Tribus Hippeastreae innerhalb der Familie der Amaryllisgewächse (Amaryllidaceae). Manchmal wird der Trivialname Regenlilien für diese Gattung benutzt; das ist aber auch der Trivialname der nah verwandten Gattungen Zephyranthes Herb. und Cooperia Herb., man verwendet diesen Namen also für alle Gattungen des Subtribus Zephyranthinea. Flagg et al. hat 2010 einige Arten aus der Gattung Zephyranthes in die Gattung Habranthus gestellt.
Habranthus-Arten sind in der Neuen Welt verbreitet. Areale gibt es in den südöstlichen und südlich-zentralen USA (zwei Arten), Mexiko (fünf Arten) und hauptsächlich in Südamerika. Einige Arten sind invasive Pflanzen in subtropischen und tropischen Ländern auch außerhalb der Neuen Welt.
Es gibt etwa 82 Habranthus-Arten (hier eine Auswahl):
- Habranthus albispiritus Ravenna: Sie kommt im nordwestlichen Argentinien vor.[5]
- Habranthus amambaicus Ravenna: Sie kommt in Paraguay vor.[5]
- Habranthus andalgalensis Ravenna: Sie kommt nur in der argentinischen Provinz Catamarca vor.[5]
- Habranthus araguaiensis Ravenna: Sie kommt vom westlichen-zentralen Brasilien bis Tocantins vor.[5]
- Habranthus arenicola (Brandegee) Flagg, G.Lom.Sm. & Meerow (Syn.: Zephyranthes arenicola Brandegee, Atamasco arenicola (Brandegee) Greene): Sie kommt nur im mexikanischen Bundesstaat Baja California und auf der Insel Guadalupe vor.[5]
- Habranthus argentinus Traub: Sie kommt nur in der argentinischen Provinz Misiones vor.[5]
- Habranthus auratus Ravenna: Sie kommt Paraguay vor.[5]
- Habranthus bahiensis Ravenna Dieser Endemit kommt nur auf dem Morro de Chapéu im brasilianischen Bundesstaat Bahia vor.[5]
- Habranthus barrosianus Hunz. & Di Fulvio: Sie ist von der argentinischen Provinz Buenos Aires bis Uruguay verbreitet.[5]
- Habranthus botumirimensis R.S.Oliveira: Sie wurde 2009 aus dem brasilianischen Bundesstaat Minas Gerais erstbeschrieben.[5]
- Habranthus brachyandrus (Baker) Sealy: Sie ist von Paraguay bis ins nördliche Argentinien verbreitet.[5]
- Habranthus caaguazuensis Ravenna: Sie wurde 2003 aus Paraguay erstbeschrieben.[5]
- Habranthus caeruleus (Griseb.) Traub: Sie kommt von Brasilien bis zur argentinischen Provinz Entre Rios vor.[5]
- Habranthus calderensis Ravenna: Die 2003 erstbeschriebene Art kommt im nordwestlichen Argentinien vor.[5]
- Habranthus cardenasianus Traub & I.S.Nelson: Sie kommt in Bolivien vor.[5]
- Habranthus carmineus Ravenna: Sie kommt von Uruguay bis zur argentinischen Provinz Entre Rios vor.[5]
- Habranthus catamarcensis Ravenna: Sie kommt in der argentinischen Provinz Catamarca vor.[5]
- Habranthus chacoensis Ravenna: Sie kommt in der argentinischen Provinz Chaco vor.[5]
- Habranthus chichimeca (T.M.Howard & S.Ogden) Flagg, G.Lom.Sm. & Meerow: Sie wurde 2010 aus dem nordöstlichen Mexiko erstbeschrieben.[5]
- Habranthus concinnus Ravenna: Sie kommt im brasilianischen Bundesstaat Paraná vor.[5]
- Habranthus conzattii (Greenm.) Flagg, G.Lom.Sm. & Meerow: Sie kommt im mexikanischen Bundesstaat Oaxaca vor.[5]
- Habranthus cordobensis Ravenna: Sie kommt in der argentinischen Provinz Córdoba vor.[5]
- Habranthus correntinus Roitman, J.A.Castillo & M.R.Barrios: Diese 2008 erstbeschriebene Art kommt in der argentinischen Provinz Corrientes vor.[5]
- Habranthus crassibulbus Ravenna: Sie kommt in der argentinischen Provinz Santiago del Estero vor.[5]
- Habranthus datensis Ravenna: Sie kommt in Brasilien vor.[5]
- Habranthus duarteanus Ravenna: Sie kommt im brasilianischen Bundesstaat Minas Gerais vor.[5]
- Habranthus erectus Ravenna: Sie kommt in der argentinischen Provinz Jujuy vor.[5]
- Habranthus estensis Ravenna: Sie kommt in Uruguay vor.[5]
- Habranthus gameleirensis Ravenna: Sie kommt im brasilianischen Bundesstaat Tocantins vor.[5]
- Habranthus goianus Ravenna: Sie kommt im westlichen und zentralen Brasilien vor.[5]
- Habranthus gracilifolius Herb.: Sie kommt von Argentinien bis Uruguay vor.[5]
- Habranthus guachipensis Ravenna: Sie kommt in der argentinischen Provinz Salta vor.[5]
- Habranthus immaculatus Traub & Clint: Sie kommt in den mexikanischen Bundesstaaten Guanajuanto und Oaxaca vor.[5]
- Habranthus irwinianus Ravenna: Sie kommt im brasilianischen Bundesstaat Minas Gerais vor.[5]
- Habranthus ischihualastus Ravenna: Sie kommt in der argentinischen Provinz San Juan vor.[5]
- Habranthus itaobinus Ravenna: Sie kommt in Brasilien vor.[5]
- Habranthus jamesonii (Baker) Ravenna: Sie kommt in Argentinien vor.[5]
- Habranthus jujuyensis (E.Holmb.) Traub: Sie kommt in der argentinischen Provinz Jujuy vor.[5]
- Habranthus lacteus (S.Moore) Ravenna: Sie kommt im westlichen und zentralen Brasilien vor.[5]
- Habranthus leonensis Ravenna: Sie kommt in Paraguay vor.[5]
- Habranthus leptandrus Ravenna: Sie kommt in Bolivien vor.[5]
- Habranthus longifolius (Hemsl.) Flagg, G.Lom.Sm. & Meerow (Syn.: Zephyranthes longifolia Hemsl., Atamasco longifolia (Hemsl.) Small, Zephyranthes aurea S.Watson): Sie ist vom südöstlichen Arizona bis westlichen Texas und Mexiko verbreitet.[5]
- Habranthus longipes (Baker) Sealy: Sie kommt in Uruguay vor.[5]
- Habranthus lucidus R.S.Oliveira: Sie wurde 2009 aus dem brasilianischen Bundesstaat Bahia erstbeschrieben.[5]
- Habranthus maasii Ravenna: Sie kommt in der argentinischen Provinz Jujuy vor.[5]
- Habranthus magnoi Ravenna: Sie kommt in den argentinischen Provinzen San Luis und Córdoba vor.[5]
- Habranthus martinezii Ravenna: Sie kommt im nördlichen Argentinien vor.[5]
- Habranthus matacus Ravenna: Sie kommt in der argentinischen Provinz Formosa vor.[5]
- Habranthus medinae L.O.Alvarado & García-Mend.: Sie wurde 2009 aus dem mexikanischen Bundesstaat Puebla erstbeschrieben.[5]
- Habranthus mendocensis (Baker) Sealy: Sie kommt in der argentinischen Provinz Mendoza vor.[5]
- Habranthus mexicanus T.M.Howard: Sie kommt im nordöstlichen Mexiko vor.[5]
- Habranthus microcarpus (Rusby) Ravenna: Sie kommt in Bolivien vor.[5]
- Habranthus millarensis Ravenna: Sie kommt in Bolivien vor.[5]
- Habranthus minor Ravenna: Sie wurde 2003 aus dem brasilianischen Bundesstaat Tocantins erstbeschrieben.[5]
- Habranthus neumannii Roitman, J.A.Castillo & Maza: Sie wurde 2008 aus der argentinischen Provinz Jujuy erstbeschrieben.[5]
- Habranthus niveus Ravenna: Sie kommt in der argentinischen Provinz Catamarca vor.[5]
- Habranthus nullipes Ravenna: Sie kommt in Bolivien vor.[5]
- Habranthus oaxacanus T.M.Howard: Sie kommt im mexikanischen Bundesstaat Oaxaca vor.[5]
- Habranthus oltanus Ravenna: Sie wurde 2001 aus der argentinischen Provinz La Rioja erstbeschrieben.[5]
- Habranthus oranensis Ravenna: Sie kommt in der argentinischen Provinz Salta vor.[5]
- Habranthus pantanalensis Ravenna: Sie kommt im brasilianischen Bundesstaat Mato Grosso do Sul vor.[5]
- Habranthus pedunculosus Herb.: Sie ist vom südlichen Brasilien bis Paraguay, Uruguay und ins nördliche Argentinien verbreitet.[5]
- Habranthus philadelphicus Ravenna: Sie wurde 2003 aus Paraguay erstbeschrieben.[5]
- Habranthus pictus Ravenna: Sie kommt in der argentinischen Provinz Catamarca vor.[5]
- Habranthus quilmesianus Ravenna: Sie kommt im nordwestlichen Argentinien vor.[5]
- Habranthus riojanus Ravenna: Sie kommt in der argentinischen Provinz La Rioja vor.[5]
- Habranthus robustus Herb. ex Sweet: Sie kommt ursprünglich vom östlichen und südlichen Brasilien bis Uruguay und dem nordöstlichen Argentinien vor.[5]
- Habranthus ruber Ravenna: Sie kommt im brasilianischen Bundesstaat Rio Grande do Sul vor.[5]
- Habranthus ruizlealii Ravenna: Sie kommt in der argentinischen Provinz La Rioja vor.[5]
- Habranthus saipinensis Ravenna: Sie kommt in Bolivien vor.[5]
- Habranthus salinarum Ravenna: Sie kommt in der argentinischen Provinz Corrientes vor.[5]
- Habranthus saltensis Ravenna: Sie kommt in der argentinischen Provinz Salta vor.[5]
- Habranthus sanavirone Roitman, J.A.Castillo, G.Tourn & Uria: Sie wurde 2007 aus der argentinischen Provinz Córdoba erstbeschrieben.[6][5]
- Habranthus schulzianus Ravenna: Sie kommt in der argentinischen Provinz Santa Fé vor.[5]
- Habranthus spectabilis Ravenna: Sie kommt in der argentinischen Provinz Jujuy vor.[5]
- Habranthus steyermarkii Ravenna: Sie kommt in der argentinischen Provinz Jujuy vor.[5]
- Habranthus sylvaticus (Mart. ex Schult. & Schult. f.) Herb.: Sie kommt im nordöstlichen Brasilien vor.[5]
- Habranthus tepicensis Greenm. ex Flagg & G.Lom.Sm.: Sie wurde 2009 aus dem mexikanischen Bundesstaat Nayarit erstbeschrieben.[5]
- Habranthus teretifolius (C.H.Wright) Traub & Moldenke: Sie kommt in Paraguay, in Argentinien und im westlichen Uruguay vor.[5]
- Habranthus tubispathus (L'Hér.) Traub (Syn.: Amaryllis tubispatha L'Hér., Zephyranthes tubispatha (L'Hér.) Herb., Arviela tubispatha (L'Hér.) Salisb. nom. inval., Hippeastrum tubispathum (L'Hér.) Baker, Atamosco tubispatha (L'Hér.) M.Gómez, Amaryllis depauperata Poepp., Zephyranthes texana Herb., Zephyranthes commersoniana Herb., Habranthus texanus (Herb.) Herb. ex Steud., Habranthus parvulus (Herb.) Pritz., Hippeastrum texanum (Herb.) Baker, Habranthus andersonii Herb., Hippeastrum andersonii (Herb.) Baker, Amaryllis andersonii (Herb.) Griseb. nom. illeg., Zephyranthes andersonii (Herb.) Benth. & Hook. f., Atamasco texana (Herb.) Greene, Habranthus tubispathus var. bicolor Ravenna, Habranthus tubispathus subsp. macranthus Ravenna, Habranthus tubispathus var. roseus Ravenna, Habranthus tubispathus subsp. variabilis Ravenna, Habranthus variabilis (Ravenna) Ravenna) Sie kommt ursprünglich vom südlichen Brasilien bis zum nordöstlichen Argentinien vor und ist in vielen anderen Ländern ein Neophyt.[5]
- Habranthus unifolius (Arechav.) Traub: Sie kommt in Uruguay vor.[5]
- Habranthus venturianus Ravenna: Sie kommt in der argentinischen Provinz Santiago del Estero vor.[5]
- Habranthus vittatus T.M.Howard: Sie kommt im mexikanischen Bundesstaat Oaxaca vor.[5]

Hybride:
- Habranthus ×floryi Traub: Hybride aus Habranthus robustus × Habranthus brachyandrus

## Nutzung
Es gibt einige Sorten, die als Zierpflanzen in Parks und Gärten verwendet werden.